# جزيرة ميرديكا الوسطى
جزيرة ميرديكا الوسطى وهي جزيرة من جزر إندونيسيا، وتقع مقاطعة كوتاي كارتانيغارا في إقليم كالمنتان الشرقية في إندونيسيا.
ومرديكا تعني الاستقلال باللغة الإندونيسية.